# Кульпарків
Кульпа́рків (пол. Kulparków) — місцевість у Франківському районі міста Львова. Обмежена залізницею, вулицями Княгині Ольги, Володимира Великого та Кульпарківською, частково виходячи за ці межі.

## Історія

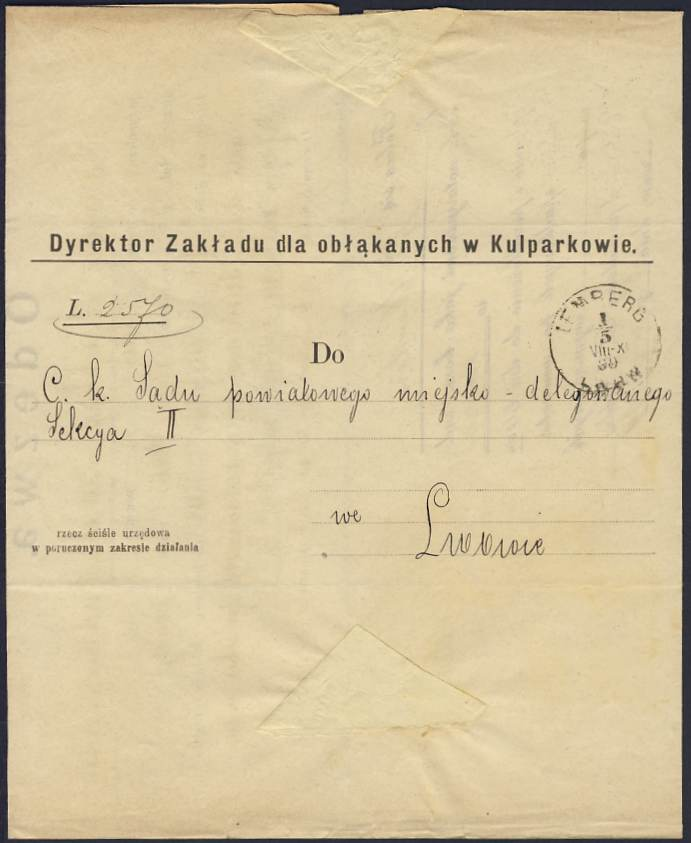
Документ датований 1899 роком. Згадуються назви Kulparków, Lwów та Lemberg

Кульпарків розташований поза межами земель, які подарував Львову 1356 року польський король Казимир III Великий. Прибутки з цих земель йшли на утримання міських фортифікацій. Перша згадка про приміське поселення в цьому місці належить до 1426 року. Поселення з'явилося на місці викорчовуваних лісів та належало міщанинові Павлу Ґольдберґу. До речі львівські міщани могли самостійно закладати нові села, городи тощо та отримувати з них прибутки. Від його імені поселення отримало назва Ґольдбергоф (нім. Goldberghof), а згодом Ґольдпарків, що з часом трансформувалося у Кульпарків.
Існує ще одна згадка про цю місцевість, датована 1571 роком, коли Корнякт надав кредит міській владі на суму 1100 злотих для викупу кульпарківського фільварку (маєтку) «Ґольдберґ», який належав відомому міщанину Станіславові Шольцу.
У 1875 році ухвалою Галицького Краєвого сейму в Кульпаркові була побудована Крайовий заклад для розумово хворих, куди направлялися хворі з усього коронного краю. Лікарняна допомога розумово хворим у цей період обмежувалася головним чином функцією утримання. У вересні 1884 року при лікарні був відкритий невеликий єврейський цвинтар площею 0,77 га. Тепер на його місці розташовано завод залізобетонних виробів.
У 1899 році в Кульпаркові відкрилося поштове відділення й до 1939 року містилося в будинку на вул. Оборонців Львова, 3а (нині — вул. Кульпарківська).
Військовий злочин стався у 1919 році в Кульпаркові, під час транспортування полонених вояків Української Галицької Армії, польські жовніри вбили чотирьох вояків.[джерело?]
Село належало до парафії при костелі святої Марії Маґдалини. У 1926—1927 роках за проектом архітектора Людомила Гюрковича тут було споруджено невелику каплицю у спрощених необарокових формах. По війні каплицю перетворено на православну церкву, а 1970 року (за іншими даними 1973) зруйновано танком.
Частину Кульпаркова 1 квітня 1927 року вилучено з сільської гміни та приєднано до Львова, 11 квітня 1930 року підміське село Кульпарків було приєднано до Львова.
У радянський час через Кульпарків прокладено тролейбусні маршрути, що сполучили місцевість з центром міста, а також з іншими місцевостями Львова.

## Цитатник
Район Кульпарків згадують часто саме в контексті психіатричної лікарні.
- Юрій Андрухович, «Таємниця»[11]:«Здається, що Кульпарків значно більший. Львів — філія Кульпаркова».
- Тарас Романюк[12]:«Насправді навпаки, Львів — то Кульпарків, а Кульпарків — то Львів. Всюди психоз такий, а там хоч лікарства якісь дають від нього».

## Забудова
- Комунальний заклад «Львівська обласна клінічна психіатрична лікарня».
- Управління патрульної служби МВС України у місті Львові (до серпня 2015 року — Управління УДАІ ГУМВСУ у Львівській області).
- Фаховий коледж інформаційних технологій Національного університету «Львівська політехніка».
- Львівський університет бізнесу та права.
- Кіноцентр «Lviv Film Center».

Забудова Кульпаркова
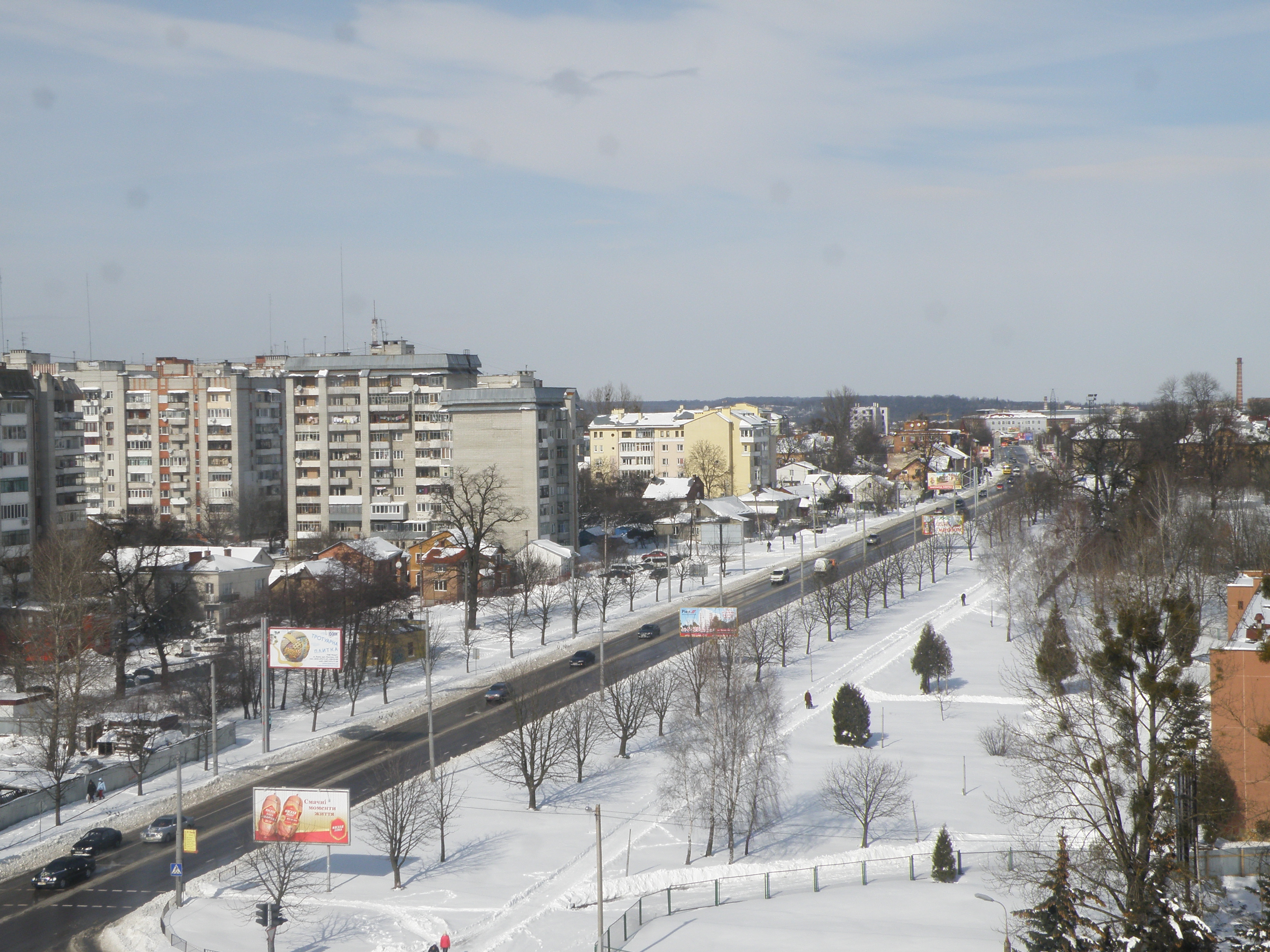
Середня частина вулиці Кульпарківської
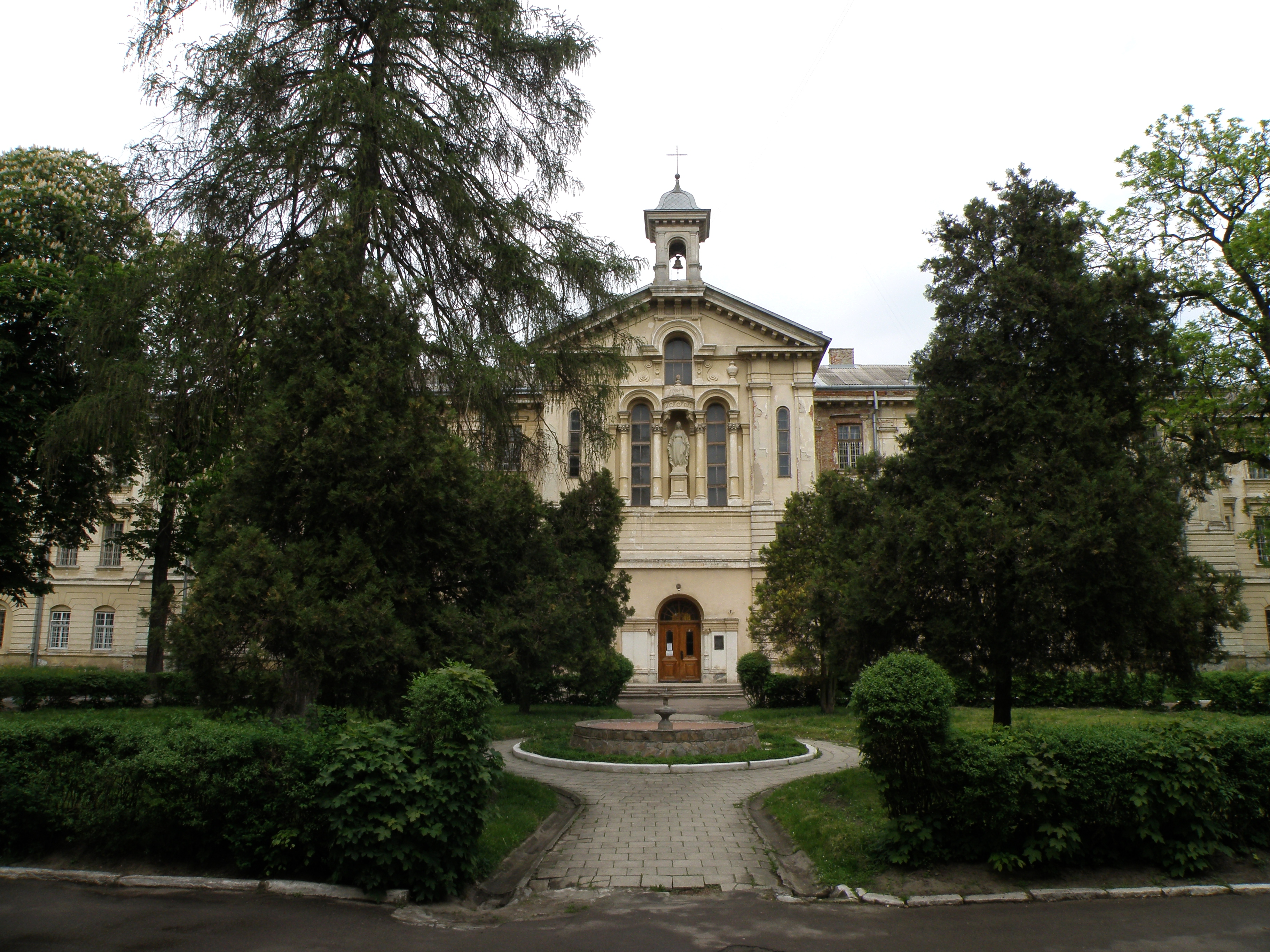
Каплиця святого Йосифа на території Львівської обласної клінічної психіатричної лікарні
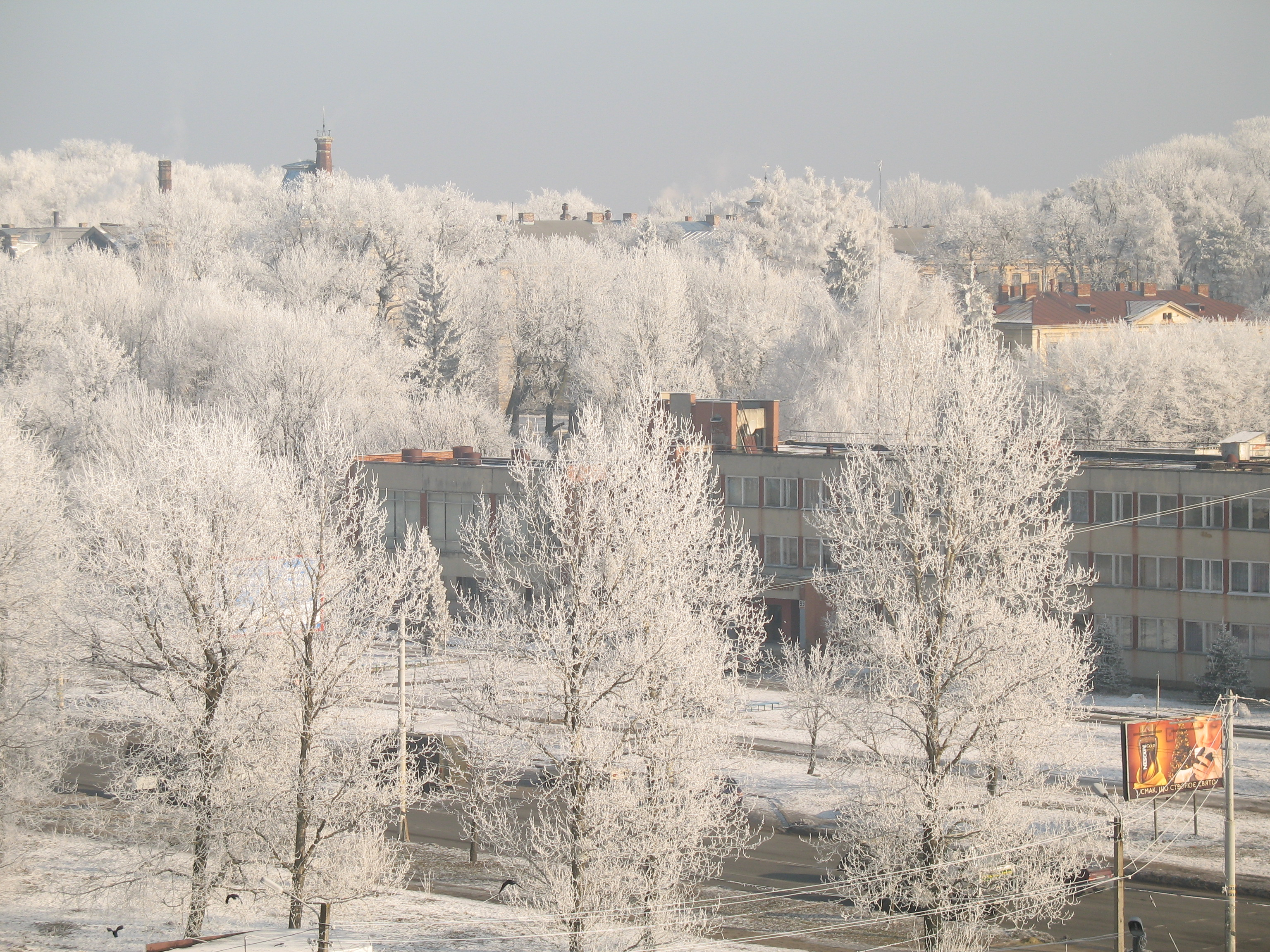
Будівля львівського університету бізнесу та права (вул. Кульпарківська, 99)

## Кульпарків
Парк «Кульпарків» — парк у Франківському районі міста Львова, у місцевості Кульпарків. Розташований на території Львівської обласної клінічної психіатричної лікарні та має площу 16 гектарів. Парк складається з трьох земельних ділянок: 15,29 га у користуванні Львівської облради, 0,5 га Франківської районної адміністрації Львівської міськради та 0,4 га комунального підприємства «Львівський обласний медичний центр превенції та терапії узалежнень».
28 червня 2024 року, на сесії Львівської обласної ради депутати прийняли рішення оголосити парк «Кульпарків» заповідною зоною. За створення нового об'єкту природно-заповідного фонду проголосували 44 депутати.